# Dimerandra buenaventurae
Dimerandra buenaventurae là một loài thực vật có hoa trong họ Lan. Loài này được (Kraenzl.) Siegerist mô tả khoa học đầu tiên năm 1986.